# L'Empereur du goût
L’Empereur du goût (De Smaak van De Keyser) est une série télévisée belge flamande dramatique en dix épisodes de 52 minutes créée par Steph Wouters et diffusée entre le 7 décembre 2008 et le 8 février 2009 sur la chaîne Één.
La série est diffusée en Belgique francophone depuis le 7 janvier 2009 sur La Une.
Lors du Festival international des programmes audiovisuels 2009, à Biarritz, la série a remporté les FIPA d'or des séries, le FIPA d'or d'interprétation féminine et le FIPA d'or de la meilleure musique originale.

## Histoire
1939. Helena De Keyser engage son cœur à Alfred, son grand amour. Mais durant la guerre, Alfred meurt lors de circonstances imprécises dans le camp de prisonniers de guerre de Fallingbostel. Helena se marie finalement avec George, l'ami d'Alfred. Elle s'en remet au travail de sa vie : la distillerie de genièvre De Keyser à Hasselt.
2007. À la demande de sa grand-mère Helena, Alessandra entame une enquête sur les véritables circonstances de la mort d'Alfred. Elle fait remonter à la surface des événements que l'on croyait enterrés. Ces faits jettent un regard nouveau sur le passé.
L'Empereur du goût dépeint une saga familiale autour de trois générations de femmes dans une genièvrerie d'Hasselt. C'est également l'histoire d'une recherche passionnante et mystérieuse de la vérité et, en parallèle, du goût ultime du genièvre.

## Distribution
- Marieke Dilles (nl) : Helena De Keyser jeune
- Katelijne Damen (nl) : Helena De Keyser
- Laura Verlinden : Alessandra Cimino âgée
- Matthias Schoenaerts : Alfred Lenaerts jeune
- Lotte Pinoy (nl) : Martine Reeckmans jeune
- Marijke Pinoy : Martine Reeckmans âgée
- Vic De Wachter : George Reeckmans âgé
- Mathijs Scheepers :  George Reeckmans jeune
- Johan Leysen : Jacques Marchoul âgé
- Tibo Vandenborre : Jacques Marchoul jeune
- Marie Vinck : Louise Lecron jeune
- Camilia Blereau : Germaine Sergooris jeune
- Wouter Hendrickx : l'agent